# Aleksandr Liferenko
Aleksandr Liferenko (in russo Александр Лиференко?; 1930) è un ex pallanuotista sovietico, che ha disputato il torneo di pallanuoto ai Giochi di Helsinki 1952.